# Toyota TS030 Hybrid
Toyota TS030 híbrido es un sport prototipo biplaza cerrado de la homologación LMP1, construido por la marca japonesa Toyota, que hizo su debut en el Campeonato Mundial de Resistencia en 2012. Es el primer prototipo de Le Mans construido por Toyota desde el GT-One en 1999. 
El coche cuenta con el Sistema de Recuperación de Energía Cinética (KERS), un dispositivo de freno regenerativo para cargar un supercondensador. La energía adicional se dirige a las ruedas traseras. 
A finales de 2013 el auto ha logrado 5 victorias, 6 pole positions y 4 récords de vuelta en 14 carreras disputadas.

## Resultados en el Campeonato Mundial de Resistencia

### En detalle
Carreras en negrita indica pole position y carreras en cursiva indica vuelta rápida.
| Año  | Equipo        | Nat.                                                            | Pilotos                                            | No. | 1   | 2   | 3   | 4   | 5   | 6   | 7   | 8   | Puntos | CMC |
| ---- | ------------- | --------------------------------------------------------------- | -------------------------------------------------- | --- | --- | --- | --- | --- | --- | --- | --- | --- | ------ | --- |
| 2012 |               |                                                                 |                                                    |     | SEB | SPA | LMS | SIL | SÃO | BHR | FUJ | SHA | 96     | 2º  |
| 2012 | Toyota Racing | Bandera de Francia · Bandera de Austria · Bandera de Japón      | Nicolas Lapierre Alexander Wurz Kazuki Nakajima    | 7   |     |     | Ret | 2   | 1   | Ret | 1   | 1   | 96     | 2º  |
| 2012 | Toyota Racing | Bandera del Reino Unido · Bandera de Suiza · Bandera de Francia | Anthony Davidson Sébastien Buemi Stéphane Sarrazin | 8   |     |     | Ret |     |     |     |     |     | 96     | 2º  |
| 2013 |               |                                                                 |                                                    |     | SIL | SPA | LMS | SÃO | COA | FUJ | SHA | BHR | 142,5  | 2º  |
| 2013 | Toyota Racing | Bandera de Austria · Bandera de Francia · Bandera de Japón      | Alexander Wurz Nicolas Lapierre Kazuki Nakajima    | 7   | 4   | Ret | 4   |     |     | 1   | 2   | Ret | 142,5  | 2º  |
| 2013 | Toyota Racing | Bandera del Reino Unido · Bandera de Suiza · Bandera de Francia | Anthony Davidson Sébastien Buemi Stéphane Sarrazin | 8   | 3   | 4   | 2   | Ret | 2   | 27  | Ret | 1   | 142,5  | 2º  |

### Victorias
| No. | Carrera              | Circuito                           | Ubicación         | Temporada | Pilotos                                            |
| --- | -------------------- | ---------------------------------- | ----------------- | --------- | -------------------------------------------------- |
| 1   | 6 Horas de São Paulo | Autódromo José Carlos Pace         | São Paulo, Brasil | 2012      | Alexander Wurz Nicolas Lapierre                    |
| 2   | 6 Horas de Fuji      | Fuji Speedway                      | Oyama, Japón      | 2012      | Alexander Wurz Nicolas Lapierre Kazuki Nakajima    |
| 3   | 6 Horas de Shanghái  | Circuito Internacional de Shanghái | Shanghái, China   | 2012      | Alexander Wurz Nicolas Lapierre                    |
| 4   | 6 Horas de Fuji      | Fuji Speedway                      | Oyama, Japón      | 2013      | Alexander Wurz Nicolas Lapierre Kazuki Nakajima    |
| 5   | 6 Horas de Baréin    | Circuito Internacional de Baréin   | Sakhir, Baréin    | 2013      | Anthony Davidson Stéphane Sarrazin Sébastien Buemi |